# Седанска ботаническа градина
Седанската ботаническа градина (на френски: Jardin botanique de Sedan) е ботаническа градина и градски парк на авеню „Филипото“, срещу площад „Елзас-Лотарингия“ в гр. Седан, департамент Ардени, регион Шампан-Ардени, Франция. Отворена е всеки ден.
Градината е създадена през 1875 г. след разрушаването на бурбонския бастион. Планирана е от Рене Рише. Статуя на Пол и Виржини е издигната под навеса, запазена и до днес, макар да е повредена от циклон през 1905 г.
Растителността включва широколистни дървета (бук, клен, кестен), магнолии, градина с рози с над 50 вида, колекция от хортензии, бендстенд и басейн с риби, лебеди и гъски.